# 등촌로
등촌로(登村路)는 서울특별시 양천구 목동 홍익병원교차로에서 강서구 등촌동 등촌삼거리를 잇는 왕복 6차선 도로로써, 길이는 2.4km이다.

## 역사
- 1978년 6월 29일 : 목동사거리에서 등촌사거리 구간(연장 2.1 km)을 등촌로로 지정
- 1984년 11월 7일 : 남쪽 기점을 목동사거리에서 구로역 사거리로 연장
- 등촌로는 도로개편으로 인하여 양천구간은 목동로, 구로구간은 구로중앙로로 분리됨

## 경유지
서울특별시
- 양천구 (목동) - 강서구 (등촌동)

## 노선
- 홍익병원교차로 - 목동역 - 목동사거리 - 대일고등학교 - 영일고등학교 - 등촌사거리

## 연결 도로
남쪽 기점인 홍익병원에서는 목동로와 국회대로가 만나고, 종점인 등촌삼거리에서는 공항로와 접한다.